# Condado de Sheridan (Nebraska)
O Condado de Sheridan é um dos 93 condados do estado norte-americano de Nebraska. A sede do condado é Rushville, e a sua maior cidade é Gordon. O condado tem uma área de 6397 km² (dos quais 75 km² estão cobertos por água), uma população de 6198 habitantes, e uma densidade populacional de 0,9 hab/km² (segundo o censo nacional de 2000). Foi fundado em 1885 e recebeu o seu nome em homenagem a Philip Henry Sheridan (1831-1888), general na Guerra Civil Americana.